# Vibrator

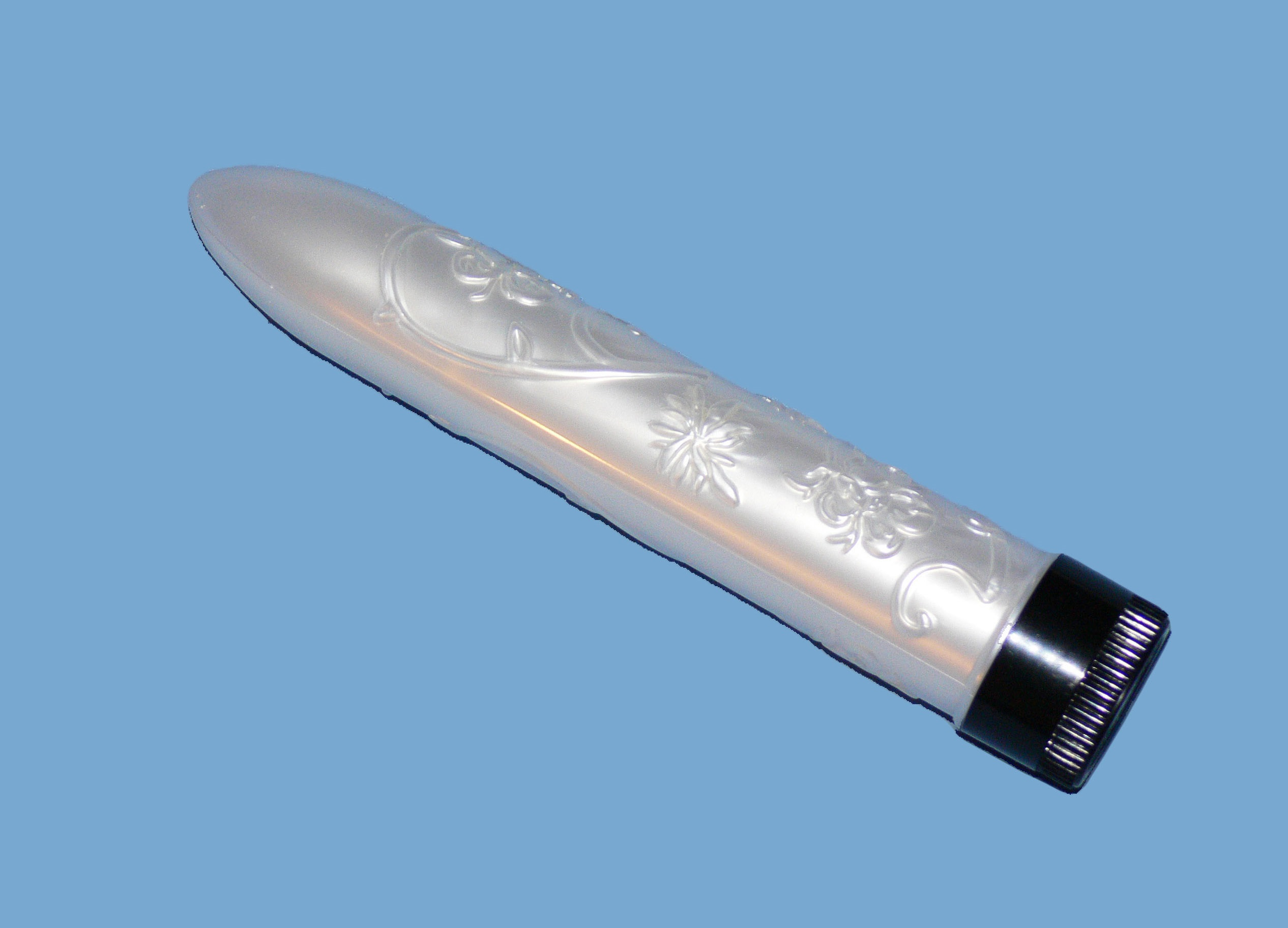
Vibrator in Stabform

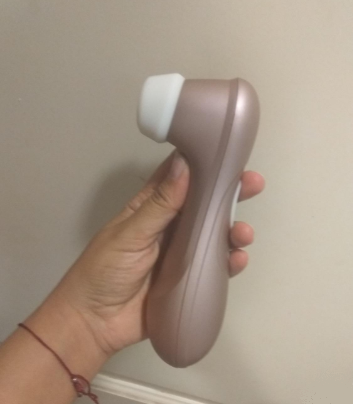
Druckwellenvibrator zur Stimulation der Klitoris mithilfe von kurzen Saugreizen in schneller Folge

Vibratoren (lat. vibrare, „zittern, beben, schwingen“) sind elektromechanische Sexspielzeuge in verschiedenen Formen und aus verschiedenen Materialien, die mit einem kleinen Elektromotor in Schwingung versetzt werden und durch die Bewegung erogene Zonen am Körper stimulieren sollen. Heute werden Vibratoren als Masturbationshilfe oder als Sexspielzeuge im partnerschaftlichen Geschlechtsverkehr überwiegend konzipiert, um die sexuelle Erregung der Frau herbeizuführen oder zu steigern, sie können aber ebenso von Männern benutzt werden. Es werden auch Vibratoren nur für Männer angeboten. Für bestimmte Areale des Körpers, beispielsweise Brust oder Anus sind spezielle Vibratoren verfügbar.

## Geschichte

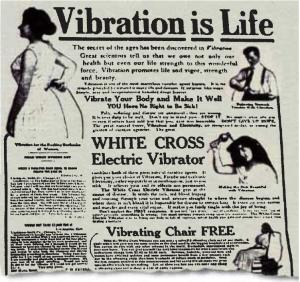
Werbeanzeige für Vibratoren von 1910

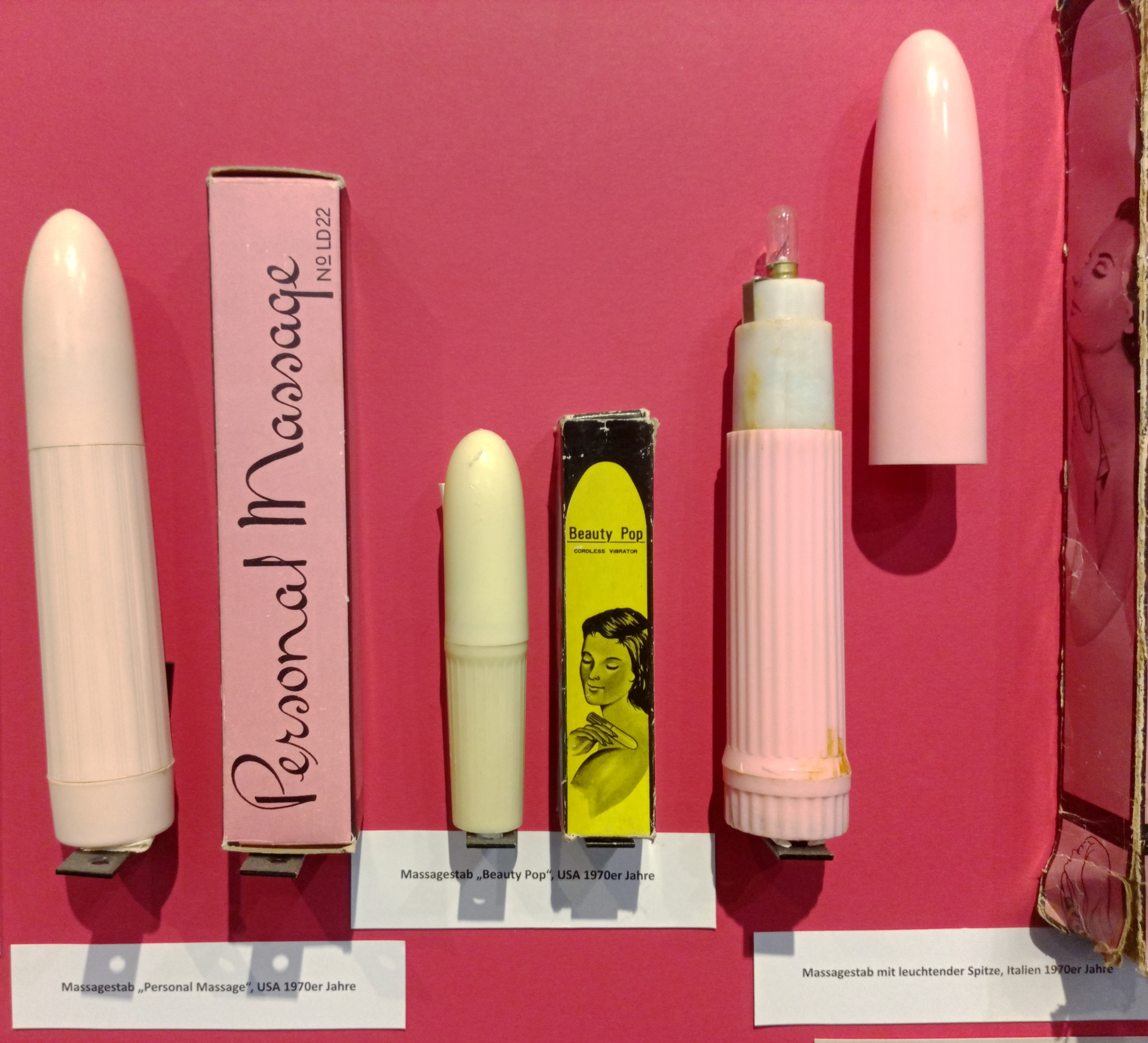
Vibratoren aus den 1970er Jahren

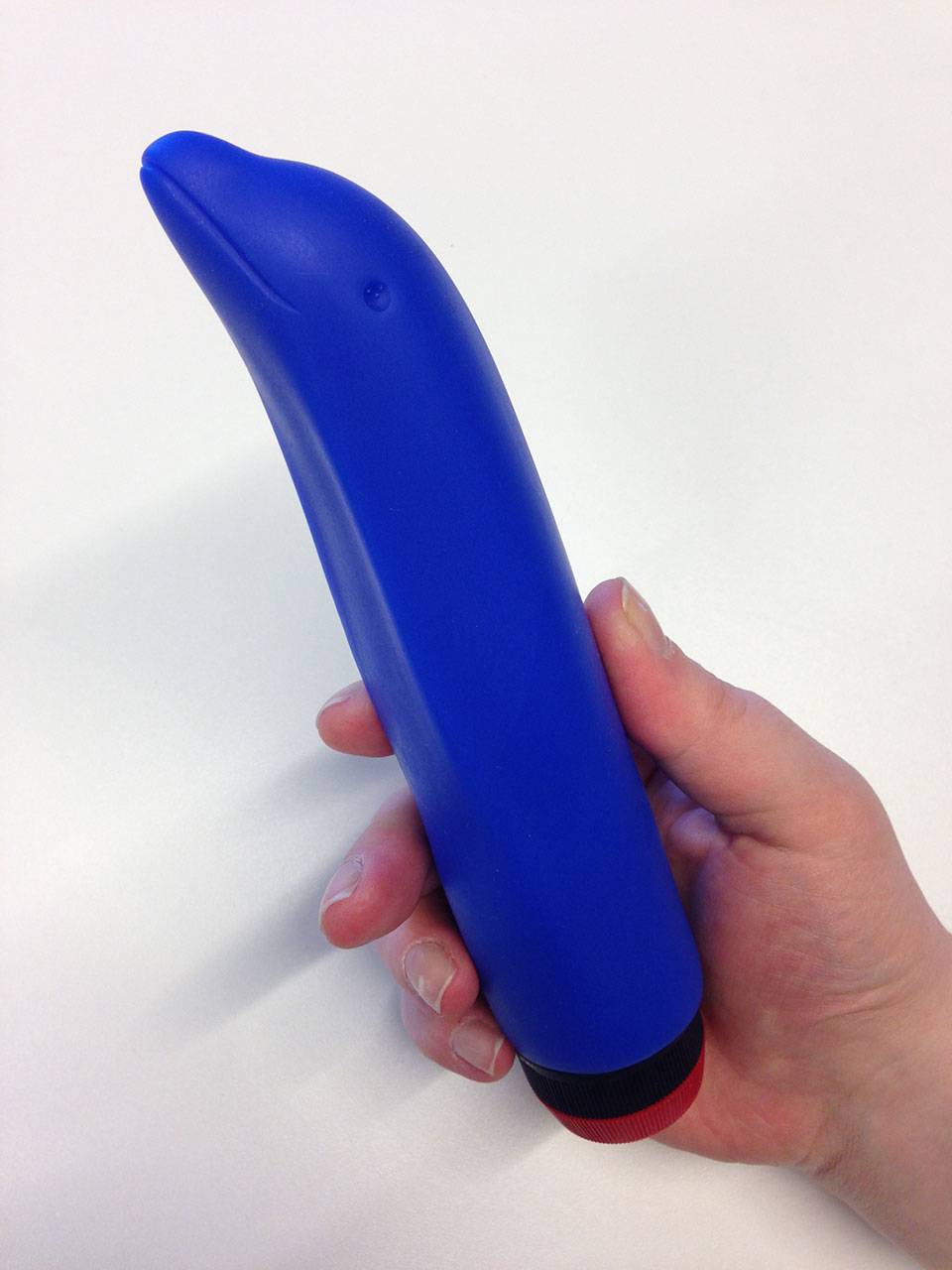
Der erste Silikon-Vibrator: Dolly Dolphin aus dem Jahr 1996

Es gibt keine Belege für die verbreitete moderne Sage, Ärzte hätten Hysterie-Patientinnen manuell zum Orgasmus stimuliert und den Vibrator zur Arbeitserleichterung erfunden. Diese wurde von der Autorin Rachel P. Maines in ihrem Buch „The technology of orgasm. ‚Hysteria‘, the vibrator, and women´s sexual satisfaction“ von 1999 aufgestellt. Auf die Konfrontation mit neueren Ergebnissen antwortete Maines, dass es sich ohnehin nur um eine "Hypothese" gehandelt habe.
Im Jahre 1883 patentierte der Arzt Joseph Mortimer Granville einen elektromechanischen Vibrator, den „Percuteur“, zur Behandlung von Nervenleiden. Granville sprach sich explizit gegen die Behandlung von Frauen mit diesem Gerät aus.
Die frühen Vibratoren (oder auch Vibrationsmassagegeräte genannt) hatten zunächst vielfältige Anwendungsweisen, die bei Nervosität, Rheuma, Gicht oder Augenleiden helfen sollten – übrigens gleichermaßen bei Frauen und Männern. Auch in der Frauenheilkunde wurde Vibration eingesetzt, meist für Uterusleiden und Vaginalnarben. Der Behandlungsmethode lag die Idee zugrunde, dass einem kranken Körper Energie fehle, die ihm mittels der Vibration von außen zugeführt werden kann. Der Kreislauf gerät so wieder in Schwung, das Blut zirkuliert schneller und transportiert „schlechte Bestandteile“ besser ab.
Gesellschaftliche Veränderungen wie die Industrialisierung gaben der Idee Auftrieb. Viele Menschen glaubten, der technische Fortschritt bringe den Körper wortwörtlich zum Vibrieren. Und dass es die medizinische Vibration als Gegenkraft brauche, um den „nervösen“ Körper zu beruhigen.
Um die Wende zum 20. Jahrhundert gab es schließlich etliche verschiedene Vibratoren, die jenseits der Arztpraxis genutzt wurden. Auf der Weltausstellung 1900 in Paris wurden über ein Dutzend Modelle vorgestellt, beispielsweise Standgeräte mit Rollen, einige baumelten von der Decke und sehr teure Modelle, die an die Steckdose angeschlossen werden konnten.
Die mechanischen oder elektromechanischen Vibrationsgeräte mit Namen wie Venivici, Fema- oder Puco-Vibrator und der vermutlich am weitesten verbreitete Sanax der Berliner Firma Sanitas und seine Schwestergeräte Penetrator oder DoDo-Vibrator wurden zunehmend für die Schönheitspflege eingesetzt. Laut Anwendungsbroschüre sollte etwa ein Vibrator der deutschen Firma AEG Frauen eine schlanke Taille, einen graziösen Gang und schmale Hüften verschaffen. Bei Männern stand hingegen eine jugendliche Figur, eine kräftige Lunge, starke Arme und Schultern im Vordergrund. Sie sollten ausdauernd und fit für den Beruf werden.
Als medizinisches oder schönheitspflegerisches Gerät wurde der Vibrator bis in die 1940er Jahre in Magazinen für (Haus-)Frauen, Zeitschriften und Zeitungen beworben; er sollte Verspannungen lösen, von Rheuma, Schwerhörigkeit oder Verstopfung befreien und Jugend, Schönheit und Vitalität erhalten. Angeboten wurden Vibratoren bis weit in das 20. Jahrhundert hinein als Geräte zur Hautpflege oder zur Regulierung der Menses, zur Entspannung, Gewichtsreduktion und Durchblutungsförderung.
Eines der ersten batteriebetriebenen und stabförmigen Massagegeräte meldete der Kalifornier Jon H. Tavel am 30. Juni 1966 zum Patent an. Dieser Massagestab war cremeweiß, aus hartem Kunststoff und im mittleren Teil geriffelt, die Spitze leicht abgeflacht. In Deutschland war er ab etwa Frühjahr 1969 auf dem Markt erhältlich. Der Massagestab hatte etwa Tischkerzengröße, der Schaft konnte durch Aufdrehen zum Bestücken mit Batterien geöffnet und mit einem Schiebeschalter in Gang gebracht werden und lief zunächst nur in einer Vibrationsstufe. Ab Ende des 20. Jahrhunderts wurden zahlreiche neuartige Materialien verwendet – darunter verschiedene Arten von Kunststoffen und Latex. Aufgrund der sich daraus ergebenden gesundheitlichen Risiken (Allergien, Weichmacher), auftretenden Gerüchen und der Körperhygiene stellte die Firma Fun Factory im Jahr 1996 mit dem Dolly Dolphin den weltweit ersten Vibrator aus medizinischem Silikon der Öffentlichkeit vor. Durch seine Hautfreundlichkeit, seine anti-allergene Beschaffenheit und Geruchs-Neutralität werden seitdem immer mehr Vibratoren mit Silikon als wesentliches Material für die Umhüllung der Geräte verwendet.
Mit den gesellschaftlichen Veränderungen der sexuellen Revolution und der Emanzipation wurde der Umgang mit den Sexspielzeugen sowie der weiblichen Lust generell freier und der Vibrator wurde in neuen Farben und Formen, gezielt auch für die Ansprüche von Frauen auf den Markt gebracht. Es wurden Vibratoren für spezielle Anwendungsbereiche, beispielsweise als Unter-Wasser-Geräte, oder für spezielle Körperstellen, wie den vermeintlichen G-Punkt, entwickelt.
Der niederbayerische Tüftler Michael Lenke aus Metten erfand 2014 den Druckwellenvibrator (Klitorissauger).

## Varianten
Allgemein wird als Vibrator ein meist batteriebetriebenes Sexspielzeug aus Kunststoff oder Silikon bezeichnet, das häufig, wie auch ein Dildo, einem erigierten Penis ähnlich sieht und zur sexuellen Stimulierung bei der Masturbation oder beim partnerschaftlichen Liebesspiel eingesetzt werden kann. Vibratoren werden überwiegend für die klitorale Stimulation verwendet, können aber auch in die Vagina eingeführt werden, bei Männern oder Frauen anal verwendet werden oder andere, individuell als erogen empfundene Körperstellen, wie die Brustwarzen oder den Hoden, stimulieren. Die durch einen Motor elektrisch erzeugte Vibration, deren Geschwindigkeit und Stärke sich bei den meisten Modellen variieren lässt, kann eine sexuelle Erregung bis zum Orgasmus bewirken.

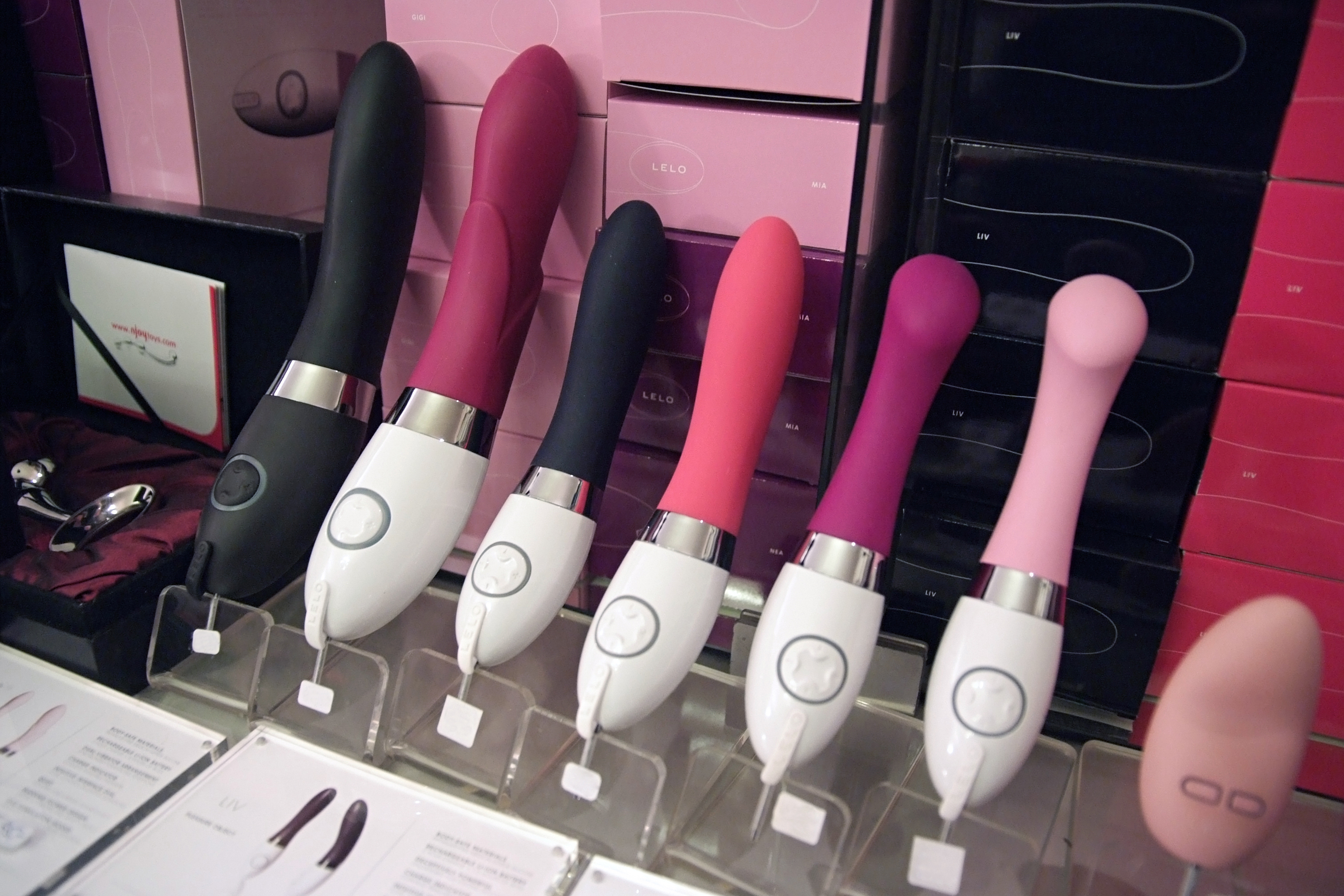
Design-Vibratoren
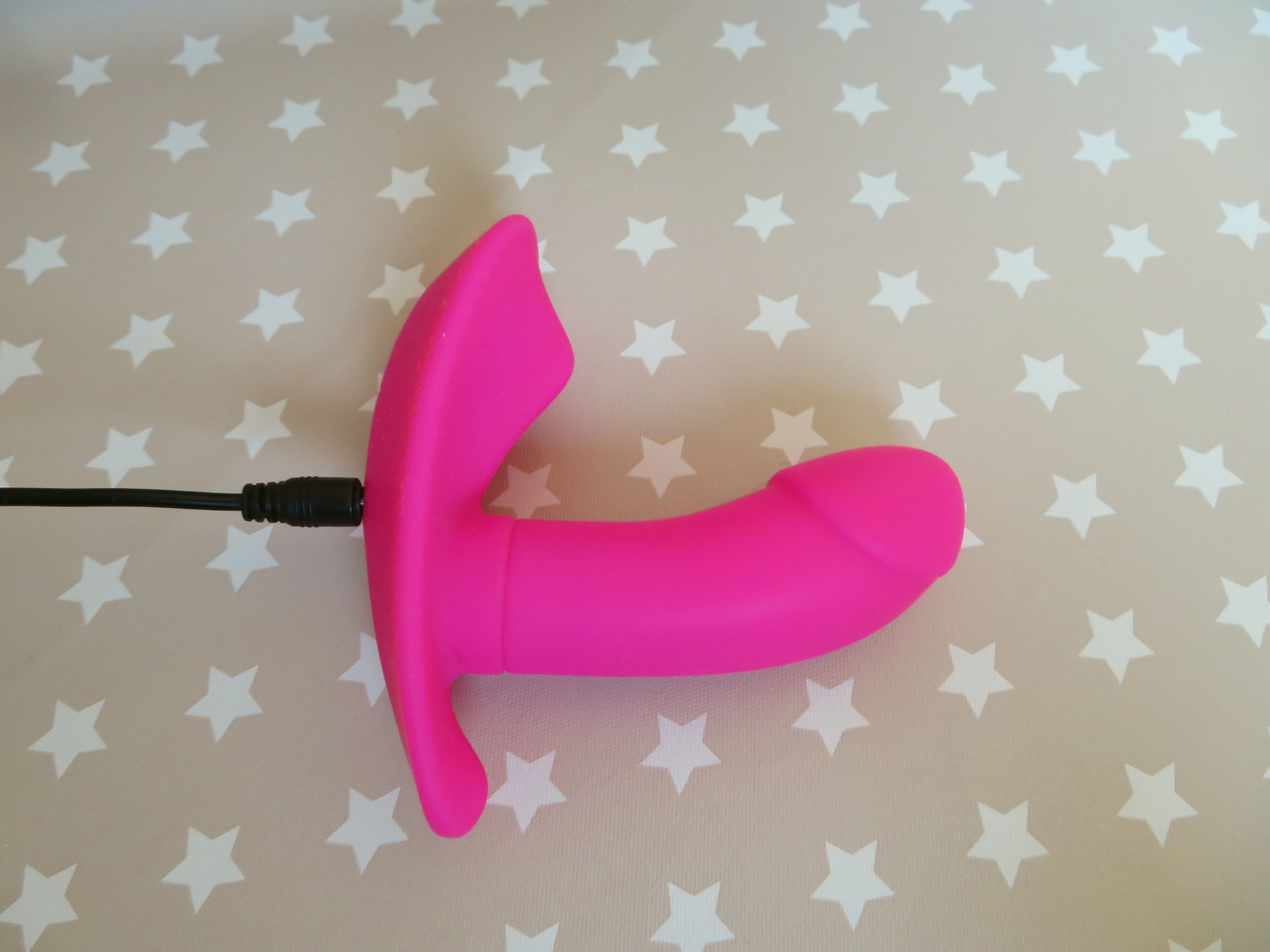
Panty Vibrator
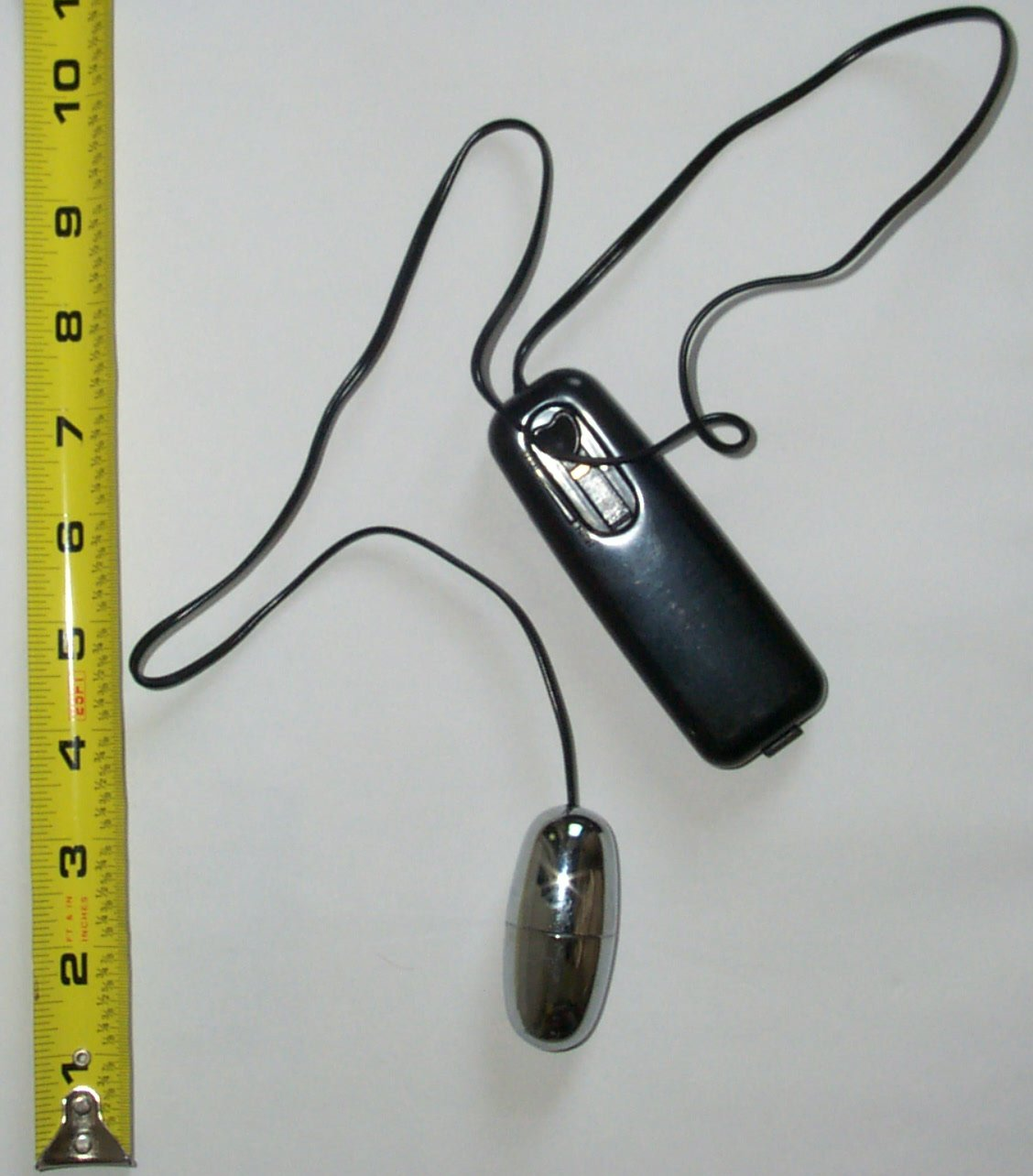
Vibrator-Ei
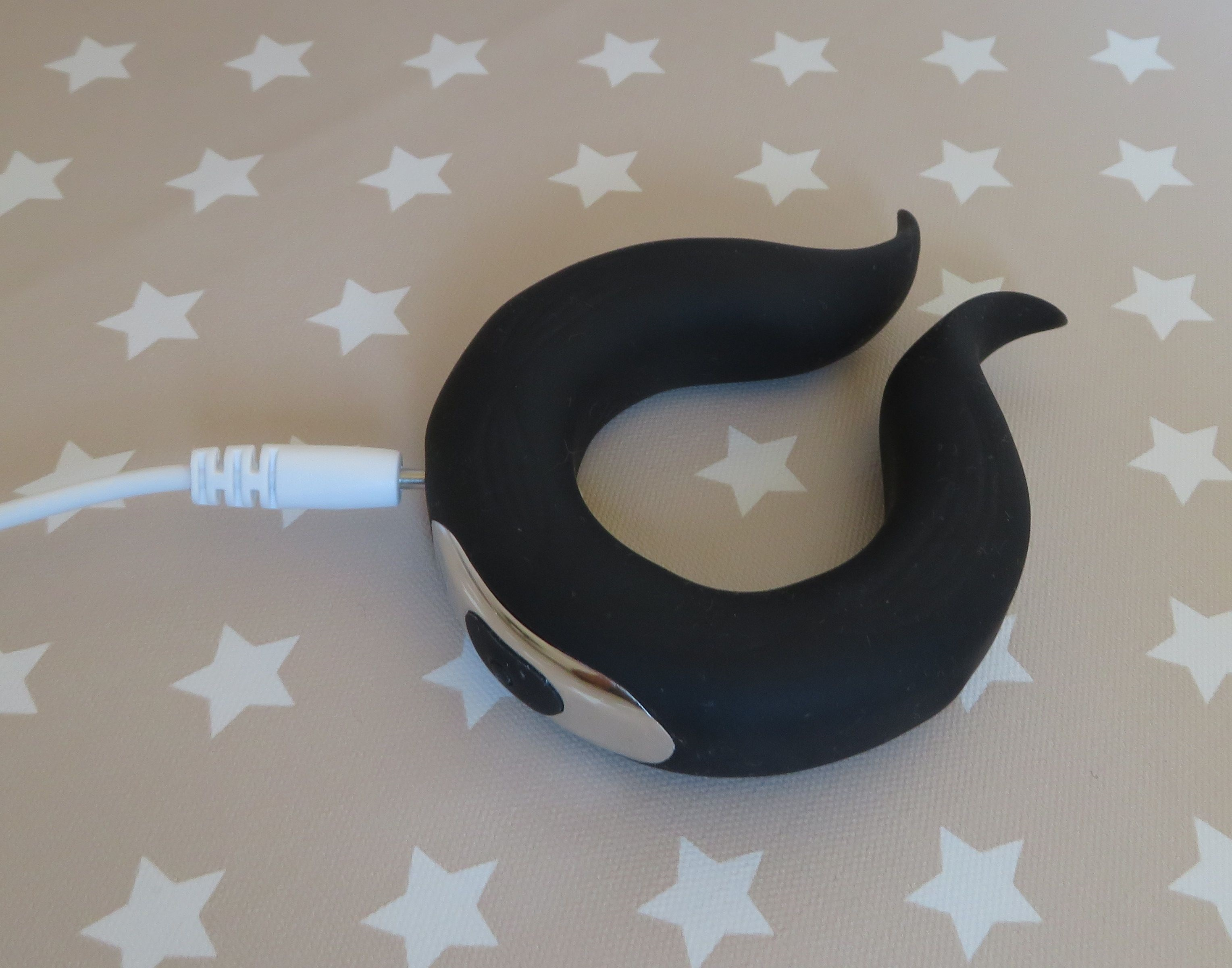
Vibrierender Penisring
Penis-Vibrator

Im Handel gibt es unzählige Vibratoren in allen Formen, Farben und Größen. Die Auswahl reicht vom schlichten Massagestab bis zum raffinierten, chipgesteuerten Gerät, das für variable Vibrationen programmierbar ist. Heute gibt es auch sogenannte Vibrationstransmitter, sehr kleine Vibratoren, die die Finger des Trägers in Vibrationen versetzen (Vibrationstransmitter werden meist mit dem Begriff Tantra-Beam bezeichnet), sowie Vibratoren, die in Butt-Plugs und andere Sexspielzeuge eingebaut sind. Beim Butt-Plug kann die Vibration auch die Entspannung des Schließmuskels fördern. Insbesondere Vibratoren, die von Frauen für Frauen entwickelt werden, haben oft eine weiche Oberfläche, sind in fröhlichen Farben gehalten und entsprechen in ihrer Form nicht mehr dem herkömmlichen Stabmodell. So lassen sie sich beispielsweise auf den Venushügel auflegen (z. B. Butterfly-Vibratoren), sind optisch kaum als Vibratoren erkennbar oder haben ein außergewöhnliches Design (Beispiele hierfür sind einige Vibratoren der US-Firma Good Vibrations oder der Fun Factory GmbH, deren Vibrator Delight mit dem Red Dot Design Award 2008 ausgezeichnet wurde).
Geeignete und im technischen Sinne ungefährliche Vibratoren erhalten wie alle anderen elektrotechnischen Geräte auch ein TÜV-Siegel.
Die zur Stimulation des Penis im Handel erhältlichen Vibratoren unterscheiden sich in Form und Aufbau von der künstlichen Vagina. Diese umfassen und stimulieren meist nur den Bereich um die Eichel und sind durch programmierbare variable Vibrationen in der Lage, eine sexuelle Erregung bis hin zum Orgasmus zu bewirken.

## Eingebaute Technik
Für den Antrieb von Vibratoren werden üblicherweise Elektromotoren mit einer Nennspannung von 3 Volt verwendet und mit Batterien oder Kleinakkus betrieben. Es gibt aber auch stärkere Vibratoren mit Anschluss an die Netzspannung oder solche mit Trafo und 12-Volt-Niederspannung zur Verwendung in Nassräumen.
Die Vibration wird üblicherweise durch einen Unwuchtmotor hervorgerufen. Die Amplitude der Schwingung, also die seitliche Ablenkung, mit der der Vibrator vibriert, ist von dem Abstand der Rotationsachse von der Hauptträgheitsachse des Schwungskörpers abhängig und kann daher von den Nutzern nicht verändert werden.
Die Frequenz der Schwingung (also wie oft der Vibratorkopf pro Sekunde schwingt, Angabe in Hertz) wird durch die Motordrehzahl bestimmt. Mit steigender Frequenz steigt die abgegebene Schwingleistung. Ein Geschwindigkeitsregler regelt über einen Widerstand den Strom und damit die Motordrehzahl.
Der Eroscillator des Schweizer Unternehmens Broxo (Erfinder der elektrischen Zahnbürste) funktioniert mit einem elektronischen Motorkonzept, wodurch nicht der Kunststoffkörper vibriert, sondern nur die Motorwelle oszilliert.
Störende Geräusche werden meist durch wackelnde Batterien verursacht und können durch Einwickeln der Batterien in trockenes Papier behoben werden. Bei Standvibratoren (wie etwa dem Sybian-Vibrator) werden Vibrationen auch an die Unterlage abgegeben. Zur Schwingungsisolierung des Körperschalls und zur Vermeidung von Resonanzschwingungen anderer Materialien können Kissen oder Matten aus Recycling-Gummigranulat dienen, wie sie auch als Unterlagsmatten für Waschmaschinen verwendet werden.
Über Wirkung, üble Gerüche, Gehalte von Weichmachern und die Lautstärke der Vibratoren für Männer und Frauen und anderer „Lovetoys“ oder „Sextoys“ kursieren Testberichte im Internet, unter anderem auch von der Zeitschrift Öko-Test.
Der TÜV zertifiziert Erotikartikel. Es sei dem TÜV bekannt, dass geschätzt 80 % der Erotikartikel gesetzeswidrig vertrieben werden. Die Mängel lägen an mangelhaften, schwer verständlichen oder fehlenden technischen Dokumentationen (Betriebsanleitungen), fehlender oder gefälschter CE-Kennzeichnung, fehlenden Gefahrenanalysen und Herstellernachweisen. GS-Zeichen seien selten vorhanden.
Alle Sexspielzeuge mit Motor unterliegen dem deutschen EMV-Gesetz und der EU-Richtlinie Elektromagnetische Verträglichkeit und sind CE-pflichtig.

## Verbreitung
Untersuchungen zeigen eine signifikante Verbreitung von Vibratoren. Die Kronen Zeitung berichtete 2006 ohne Angaben von Quellen von einer Umfrage, nach denen jede dritte Österreicherin, jede fünfte Deutsche sowie fast jede zweite Taiwanerin und US-Amerikanerin einen Vibrator besäße. Statista kam 2006 bei einer Online-Umfrage mit 13.000 Teilnehmern über 16 Jahren in Deutschland zu dem Ergebnis, dass 20 % der Befragten über Erfahrungen mit Vibratoren als erotische Hilfsmittel verfügen würden.
Ein Forscherteam der Indiana University Bloomington stellte 2009 eine Studie basierend auf der Befragung einer repräsentativen Stichprobe von 3800 US-amerikanischen Frauen im Alter zwischen 18 und 60 Jahren vor, wonach 52,5 % der US-amerikanischen Frauen (mindestens) einen Vibrator besitzen würden.
Wissenschaftler der Uniklinik Eppendorf erforschten, dass unter Studentinnen der Anteil der Vibratorbenutzerinnen bis 2012 innerhalb von 16 Jahren von 11 % auf 38 % gestiegen war.
Eine von Durex beauftragte Studie kam 2016 zu dem Ergebnis, dass 71 % der 25- bis 34-Jährigen Sexspielzeug einsetzen, von denen wiederum 62 % Vibratoren nutzen. Im Juli 2017 wurden von Statista 977 Frauen befragt, von denen 59 % bekannten, Sexspielzeug zu besitzen. Von diesen gaben wiederum 78 % an, über (mindestens) einen Vibrator zu verfügen.
Als Philips zur IFA Berlin ankündigte, ebenfalls Vibratoren in seine Produktpalette aufzunehmen, begründete das Unternehmen dies mit Umfragen, wonach die meisten derer, die bisher noch keine Intimspielzeuge einsetzen, dies gerne tun würden, wenn es denn seriöse Bezugsquellen und qualitativ hochwertige Geräte gäbe. Philips veranschlagte dabei den weltweiten Gesamtmarkt für Sexspielzeuge auf 97 Milliarden Dollar.
2017 begann die Handelskette dm-drogerie markt, Vibratoren und andere Sexspielzeuge in ihren Verkaufsregalen anzubieten. dm zog damit seinem Wettbewerber Rossmann nach, der auch Vibratoren in das Sortiment seiner Läden aufgenommen hat. Auch in der Schweiz haben Vibratoren nach Ansicht des SRF ihr „Schmuddel-Image“ abgelegt und sind jetzt in den Regalen von Coop, Migros oder Apotheken zu finden.

## Wirkung
Vibratoren wirken auf Mechanorezeptoren der Haut, beispielsweise Vater-Pacini-Körperchen, bei Frauen auf jene in der Tunica adventitia von Scheide, Scheidenvorhof und Harnröhre und beim Mann in der Tunica dartos sowie auf Meissner-Körperchen in der Eichel und Klitoris. Siehe dazu auch Rezeptoren der Klitoris.
Diese Mechanorezeptoren können Frequenzen von 1 bis 1000 Hz wahrnehmen.

## Vibrationsmassage in der Klassischen Haut- und Muskelmassage
In der Klassischen Massage werden Vibrationstechniken mit („Apparative Vibrationsmassage“) und ohne Vibratoren durchgeführt. Dazu legt der Masseur oder Therapeut die Fingerspitzen oder die (flache) Hand auf und bewegt sie in sehr kleinen Bewegungen. Dabei wird ein sogenanntes Muskelzittern („die Vibration“) erzeugt, deren entspannende Wirkung zur Muskellockerung und Krampflösung sich von der Oberhaut über das Unterhautgewebe bis zu den Muskeln erstreckt. Werden heiße Steine auf die Haut aufgelegt und durch andere Steine angestoßen, so können diese Stoßwellen oder Schwingungen ebenfalls in die Haut eindringen. Ebenso werden Klangschalen auf den Körper gelegt und mit einem Klöppel angeschlagen, zum Schwingen gebracht und deren Schwingungen ins Innere des Körpers übertragen. Derartige Vibrationsmassage dient auch der Anregung der Durchblutung und der Behandlung gereizter Nerven.
Vibrationsmassagen werden auch zur Behandlung von Cellulite eingesetzt. Mit speziellen Vibrationsgeräten, die auf die Haut klopfen, werden Muskelverspannungen behandelt. Andere Geräte(hersteller) versprechen Muskelkrafttraining, erhöhten Stoffwechsel und dadurch „gezielte Fettverbrennung“.
Als Wasserdruckmassage führte Heinrich Dreuw 1910 die Vibrationsmassage für Körperhöhlen ein.

## Problematische Materialien und Sexualhygiene
Das Kölner ECO-Umweltinstitut untersuchte im Auftrag der Zeitschrift Stern verschiedene Dildos aus Kunststoff. Danach enthielten die Dildos erhebliche Konzentrationen des Weichmachers Phthalat und Lösungsmittel wie etwa Toluol. Zu einem ähnlichen Ergebnis kommt die Zeitschrift Öko-Test in der Ausgabe 11/2006. Elf von 22 getesteten Vibratoren, von der Konstruktion Dildos mit Vibrationsmotor, wurden wegen phenolischen und zinnorganischen Verbindungen (z. B. Bisphenol A und Tributylzinn) negativ bewertet. Weichmacher werden oft in Geräten mit Jelly-Überzug gefunden. Eine diesbezügliche Anfrage der Grünen (Deutschland) 2011, was die Regierung dagegen unternehmen wolle, wurde von der Regierung „abgewiegelt“.
Glatte Materialien wie Glas (auch Acrylglas), Aluminium, Edelstahl, echtes Silikon und natürliche Materialien wie Granit, Ahornholz und Naturlatex (Ausnahme hiervon ist die Latexallergie) sind bei Befolgung der Hygieneempfehlungen als unbedenklich einzustufen. Bei anderen Materialien ist entweder die Verträglichkeit noch nicht geprüft oder sie sind auf lange Sicht und bei häufiger Anwendung als bedenklich einzustufen. Daher wird die regelmäßige Reinigung des Vibrators vor und nach der Benutzung und die Verwendung zusammen mit einem Kondom empfohlen. Bei der Verwendung von Modellen aus Silikon sollten keine Gleitmittel auf Silikonbasis verwendet werden, um ein Aufrauen der Oberfläche beziehungsweise weiterreichende Zerstörungen zu verhindern.
Grundsätzlich sollte bei der gemeinsamen und/oder gleichzeitigen analen und vaginalen Verwendung von Sexspielzeugen ein Kondom benutzt werden, um die Ansteckung über den Dildo oder Vibrator mit sexuell übertragbaren Krankheiten zu verhindern oder im Sinne der Sexualhygiene eine Keimverschleppung zu verhindern.

## Trivia
Nach Erwähnung des Hitachi-Magic-Wand-Vibrators in einer Sex-and-the-City-Folge im Jahr 2002 wurde das Produkt einem breiteren Publikum als Sexspielzeug bekannt und war kurz darauf in den USA ausverkauft.

## Film
- In guten Händen (Originaltitel: Hysteria) von Tanya Wexler, Großbritannien 2011